# Jimmy Hoffa
James Riddle «Jimmy» Hoffa (Brazil, Indiana, 14 de febrero de 1913-desaparecido el 30 de julio de 1975, declarado legalmente muerto el 30 de julio de 1982) fue un sindicalista estadounidense. Desde temprana edad, Hoffa fue un activista sindical y se convirtió en una importante figura regional con la Hermandad internacional de camioneros con alrededor de 25 años. En 1952, fue vicepresidente nacional de la IBT, y fue su presidente general entre 1957 y 1971. Obtuvo el primer acuerdo nacional sobre las tarifas de los camioneros en 1964 con el National Master Freight Agreement. Desempeñó un papel importante en el crecimiento y desarrollo del sindicato, que finalmente se convirtió en el más grande —por número de afiliados— en los Estados Unidos con más de 2,3 millones de miembros en su apogeo, durante su mandato como líder.
Hoffa se involucró con el crimen organizado desde los primeros años de su trabajo de camionero, y esta conexión continuó hasta su desaparición en 1975. Se convirtió en uno de los hombres más poderosos en Estados Unidos durante los años 50’s y 60’s. Es conocido en la cultura popular como uno de los mayores enemigos de los Kennedy. Una teoría aborda que fue uno de los implicados en el asesinato de John F. Kennedy pero no ha habido pruebas que apunten a eso. Fue condenado por manipulación de jurado, intento de soborno y fraude en 1964, en dos juicios separados. Fue encarcelado en 1967 y condenado a 13 años. A mediados de 1971, renunció como presidente del sindicato como parte de un acuerdo de indulto con el presidente Richard Nixon y fue liberado más tarde ese año, aunque se le prohibió realizar actividades sindicales hasta 1980. Hoffa, con la esperanza de recuperar el apoyo y regresar a la dirección de la IBT, intentó sin éxito anular esta orden.
Hoffa desapareció a fines de julio de 1975 y fue declarado legalmente muerto en 1982. En la actualidad se sigue especulando sobre su paradero.

## Biografía
Hoffa nació en Brazil (Indiana), el 14 de febrero de 1913, hijo de John y Viola (de soltera Riddle) Hoffa, el tercero de cuatro hijos, dos niños y dos niñas.  El médico que lo asistió en el parto pensó que la madre de Hoffa tenía un tumor, no un bebé, en el abdomen, por lo que inicialmente se refirió a él como "El Tumor".  Su padre, que era de ascendencia alemana de lo que ahora se conoce como los holandeses de Pensilvania, murió en 1920 de una enfermedad pulmonar cuando Hoffa tenía siete años.  Su madre era de ascendencia irlandesa. La familia se mudó a Detroit en 1924, donde Hoffa se crio y vivió el resto de su vida. Dejó la escuela a los 14 años y comenzó a trabajar a tiempo completo en trabajos manuales para ayudar a mantener a su familia. 
Hoffa se casó con Josephine Poszywak, una lavandera de Detroit de 18 años y ascendencia polaca, en Bowling Green (Ohio), el 25 de septiembre de 1936. La pareja se había conocido seis meses antes durante una huelga de lavanderos no sindicalizados; Hoffa describió el encuentro como una sensación de haber recibido un "golpe en el pecho con una cachiporra". Tuvieron dos hijos: Barbara Ann Crancer y James P. Hoffa. Los Hoffa pagaron 6800 dólares en 1939 por una modesta casa en el noroeste de Detroit.  Posteriormente, la familia fue propietaria de una sencilla casa de verano frente al lago en el municipio de Orion (Míchigan), al norte de Detroit.

## Trayectoria
Empezó a trabajar en 1929, poco antes de la Gran Depresión de ese año, como cargador de camiones, a partir de allí se opuso a abusos de diversos patrones de dicho negocio, primero a nivel local.  
Así en 1931, a los 18 años de edad, empiezan sus actividades como líder sindical. Posteriormente, fue invitado a convertirse en organizador del Local 299 de los Teamsters en Detroit. Entre 1933 y 1935, Hoffa organizó aparcando junto a la carretera junto a los camioneros que dormían, despertándolos y ofreciéndoles su discurso de ventas.
En 1933 logró una regulación legal a favor del gremio de camioneros de Estados Unidos, primero en los Estados del Medio Oeste y desde 1940 a nivel nacional, convirtiéndose en un líder sindical muy influyente, gracias a su carisma personal y su táctica de enfrentar a pequeños empresarios contra grandes negocios a efectos de debilitar la influencia del sector patronal y así lograr mayores beneficios para sus agremiados. No obstante, desde 1950 Hoffa fue acusado de utilizar a miembros de la mafia como «auxiliares» para intimidar a pequeños empresarios reacios a negociar con su gremio, a cambio de apoyar a la mafia en «limpiar» sus ingresos ilegales usando la vasta red de servicios prestados por el sindicato a sus trabajadores afiliados —quienes pagaban cuotas variables para mantener su afiliación—. Esta práctica resultó muy exitosa y luego fue empleada para presionar a empresarios más poderosos, quienes alegaban haber aceptado negociaciones favorables a los camioneros debido a la alianza entre Hoffa y la mafia; esto resultaba creíble en tanto el sector de empresas de transporte en Estados Unidos no estaba cubierto por grandes empresas a nivel nacional, de modo que el único ente con verdadera representación «nacional» dentro de dicha actividad era el propio sindicato. Hoffa tuvo una considerable influencia como presidente de la Hermandad internacional de camioneros desde 1957 —cuando su predecesor, Dave Beck, fue encarcelado por sobornar a un jurado— hasta 1964 —cuando el propio Hoffa fue encarcelado también por sobornar a un jurado—.
Gran parte del poder del sindicato de camioneros se basaba en el hecho de que las regulaciones alcanzadas con los empresarios tenían valor a nivel nacional para todas las empresas de una misma rama de producción, de hecho uno de los objetivos de Hoffa era que el sindicato de camioneros pudiera extender su modelo a trabajadores de ferrocarriles y de aerolíneas, manteniendo a Hoffa como líder «en la sombra» de tales sindicatos paralelos.
Condenado por sobornar a un jurado que investigaba sus vínculos con jefes de la mafia, Hoffa pasó siete años en prisión, hasta el 10 de septiembre de 1971, en que el presidente Richard Nixon conmutó su sentencia con la condición de que no participara en actividades gremiales durante al menos diez años. Como resultado de la renuncia previa de Hoffa, el Plan de Jubilación y Protección Familiar de los Teamsters le otorgó un beneficio de terminación de suma global de $1.75 millones.  Ese tipo de acuerdo de pensión nunca se había producido con los Teamsters.  El IBT luego respaldó a Nixon, un republicano , en su candidatura  la reelección presidencial en 1972. En elecciones anteriores, el sindicato normalmente había apoyado a los candidatos demócratas , pero cambió y respaldó a Nixon en 1960.
Hoffa se enfrentó a una enorme resistencia a su restablecimiento del poder desde muchos sectores y había perdido gran parte de su apoyo inicial, incluso en el área de Detroit. Como resultado, pretendía iniciar su regreso a nivel local con el Local 299 en Detroit, donde conservaba cierta influencia.  En 1975, Hoffa trabajaba en una autobiografía, Hoffa: The Real Story, que se publicó pocos meses después de su desaparición.  Anteriormente había publicado un libro titulado The Trials of Jimmy Hoffa (1970).
Hoffa vivía con su familia en su casa de verano en el pueblo de Lake Orion, que estaba a aproximadamente media hora en coche del restaurante donde fue visto por última vez. Su casa estaba ubicada en un terreno arbolado de varios acres en Square Lake.  La propiedad tenía una casa de más de 2500 pies cuadrados, así como dependencias.

## Desaparición
Hoffa planeaba apelar esa decisión, para recuperar el poder del sindicato, pero desapareció a las 14:45 horas del 30 de julio de 1975 en el estacionamiento del restaurante Machus Red Fox en el Municipio de Bloomfield, un suburbio de Detroit (Míchigan). Había sido citado a encontrarse con dos líderes de la mafia, Anthony Tony Jack Giacalone —de Detroit— y Anthony Tony Pro Provenzano —de Nueva York—.
Es conocido en la cultura popular debido a las misteriosas circunstancias que rodearon su desaparición y presumible muerte, destacando el hecho de que, desde 1975, no ha sido visto o localizado viviendo en alguna parte y, en caso de que hubiese fallecido, su cadáver nunca ha sido encontrado.
Su desaparición se produjo 45 días después del asesinato del jefe de la mafia Sam Giancana, con quien Hoffa mantuvo negocios durante años, y quien fuera calificado, junto al mismo Hoffa, como posible determinador del Asesinato de Kennedy. 
Su hijo James P. Hoffa (1941-) fue líder de la Hermandad internacional de camioneros desde que fue elegido en 1998 hasta 2022.

## En la ficción
En 1978, Norman Jewison dirigió la película F. I. S. T., protagonizada por Sylvester Stallone, basada parcialmente en la vida de Jimmy Hoffa, aunque con otro apellido.
En 1992 se estrenó la película Hoffa protagonizada por Jack Nicholson y dirigida por Danny DeVito.
En Como Dios/Todopoderoso del 2003, Bruce Nolan (Jim Carrey) encuentra el cuerpo de Jimmy Hoffa.
En 2006, en el episodio 4 de la temporada 6 de la serie Los Soprano se hace referencia a Jimmy Hoffa, cuando el mafioso Tony es operado de una herida de bala en el estómago y el cirujano bromea diciendo que ha encontrado a Hoffa en el interior del cuerpo.
En la serie Ozark sale su presunto asesino confesando el asesinato más de 4 décadas después, en el episodio sexto de la primera temporada: Book of Ruth (El libro de Ruth).
En diciembre de 2019 Jimmy Hoffa es uno de los protagonistas de la película El irlandés y le da vida Al Pacino.
En un episodio de la serie Scorpion, Cabe Gallo (Robert Patrick) intriga sobre el paradero de Hoffa, aduciendo que el gobierno estadounidense sabía dónde estaba.

## En la cultura popular
- Su apellido se menciona en la película de Billy Blanks Confrontación decisiva (1993), en una escena en la que el amigo del protagonista le dice que su entrenador desapareció igual que Hoffa.
- Fue mencionado en la película de 1997 Titanic, donde Bobby Buell decía, en broma, que el colgante El corazón de la mar podría encontrarse en el portafolios de Jimmy Hoffa.
- Fue mencionado por Hank Schrader en el episodio 13 de la temporada 2 de la serie de televisión estadounidense Breaking Bad
- En la película de 2003 Bruce Almighty (Como Dios en España y Todopoderoso en Hispanoamérica) el personaje interpretado por Jim Carrey, usando sus poderes, encontraba los restos de Jimmy Hoffa cuando hablaba de otra noticia.
- En la película de 1996 El profesor chiflado, su nombre se menciona como parte de un chiste hecho por un comediante hacia el protagonista.
- Fue mencionado en un capítulo de SUITS, al entrar Harvey en la sala de archivos, donde Mike estaba realizando un trabajo para Louis Litt.
- Fue mencionado en la película GHOST donde el fantasma de Sam Wheat (Patrick Swayze) le dice de manera irónica a su mejor amigo Carl Bruner (Tony Goldwyn) que su cadáver será encontrado junto al de Hoffa.
- Su nombre se mencionó en Point Break, mientras el agente Utah investigaba el baúl del automóvil utilizado por la banda de los expresidentes.
- Aparece su nombre en uno de los expedientes que encuentra Frank Debrin en la película Naked Gun 33 1/3 en la clínica de fertilización asistida.
- Es mencionado en el capítulo 15 de la tercera temporada de Frasier Una palabra para el sabiondo, como parte de un chiste de Frasier hacia su padre.
- Es mencionado en el capítulo 4 de la sexta temporada de Los Soprano The Fleshy Part of the Thigh, donde lo menciona el Dr. Lio Plepler durante la cirugía de Tony.
- Es mencionado en el capítulo 21 de la quinta temporada de El Mentalista, donde lo menciona el periodista Mason Braverman a la agente Teresa Lisbon.
- Es mencionado en el episodio 17 de la temporada 10 de Los Simpsons por uno de los camioneros que intentan eliminar a Homer, quien burlonamente dice Le haremos lo que le hicimos a Jimmy Hoffa y enseguida uno de sus compañeros le dice que se calle.
- Fue interpretado por Jack Nicholson en "Hoffa" (1992) de Danny DeVito, y por Al Pacino en "El Irlandés" (2019) de Martín Scorsese.
- Fue mencionado por el teniente Doakes en un capítulo de la segunda temporada de la serie Dexter.